# Фу, Паркер
Па́ркер Фу (англ. Parker Foo; род. 12 сентября 1998, Эдмонтон) — канадский и китайский хоккеист китайского происхождения, нападающий. Младший брат хоккеиста — Спенсера Фу. В настоящее время является игроком китайского клуба «Шанхай Дрэгонс», выступающего в КХЛ.

## Карьера
Паркер Фу начал заниматься хоккеем на уровне юниорских лиг провинции Альберта, постепенно, повторяя путь своего родного, старшего брата Спенсера. В составе команды «Атлетик Канадиенс» становился чемпионом лиги в своей возрастной категории. Дважды становился чемпионом Юниорской хоккейной лиги Альберты (AJHL), в составе команды — «Брукс Бэндитс». С 2017 по 2020 год хоккеист обучался в Юнион-колледж, который располагается городе Скенектади, штата Нью-Йорк. Параллельно с учёбой, Паркер, совмещал и занятие хоккеем, выступая за сборную своего образовательного учреждения на уровне университетской лиги Америки — NCAA. Помимо этого, на драфе НХЛ в 2017 году, был выбран в 5-м раунде под общим 144-м номером клубом «Чикаго Блэкхокс».
По выпуску из колледжа, Паркер Фу принял решение последовать за братом, который, на тот момент уже год, выступал за китайский клуб представляющий Континентальную хоккейную лигу — «Куньлунь Ред Стар» и в сентябре месяце 2020 года Паркер подписал свой первый, профессиональный контракт с командой, при этом, права на хоккеиста остались у «Чикаго Блэкхокс» . 19 сентября, в домашнем матче против уфимского «Салавата Юлаева», Паркер Фу отыграл свой первый матч на уровне КХЛ, проведя на льду 13 смен, в одном звене с братом . Примечательно, что год назад, брат Паркера Спенсер, также дебютировал в КХЛ против «Салавата Юлаева» .